# Frank Hutchison

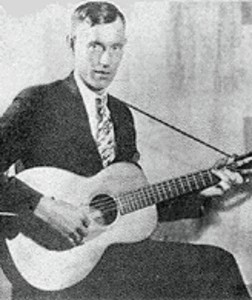
Frank Hutchison in den späten 1920er-Jahren

Frank Hutchison (* 20. März 1897 im Raleigh County, West Virginia; † 9. November 1945 in Dayton, Ohio) war ein US-amerikanischer Old-Time-Musiker. Der stark vom Blues beeinflusste Hutchison gilt als innovativer und einflussreicher Musiker auf der Slide-Gitarre.

## Leben

### Kindheit und Jugend
Hutchison wurde 1897 im Raleigh County geboren, aber kurz danach zog seine Familie ins Logan County. Als Kind lernte er Mundharmonika und später Gitarre zu spielen. Die schwarzen Minenarbeiter Henry Vaughan und Bill Hunt beeinflussten Hutchins später immens – vor allem Hunt brachte Hutchison viele Blues-Songs bei, darunter auch Worried Blues und The Train That Carried the Girl from Town (die Hutchison später auf Platte aufnahm). Als junger Mann begann er, in den Minen des Logan County zu arbeiten, in denen er möglicherweise einen Arbeitsunfall erlitt, da Zeitgenossen in Interviews später aussagten, Hutchison habe gehinkt.

### Karriere
Nebenbei trat er im Logan County in Kinos und auf Tanzabenden auf, die ihm bereits lokale Bekanntheit verschafften. Im Herbst 1926 reiste Hutchison nach New York City, wo er am 28. September seine ersten beiden Titel Worried Blues / Train That Carried the Girl from Town für Okeh Records einspielte. Die Verkäufe der Platte waren gut, sodass OKeh im Februar 1927 eine weitere Session für Hutchison organisierte, auf der er neun weitere Stücke einspielte. Unter ihnen befanden sich traditionelle Stücke wie The Wild Horse oder Gitarren-Rags wie der West Virginia Rag. Letzterer wurde von Hutchison mit einem Text, den er selbst gedichtet hatte, auf der gleichen Session unter dem Titel Coney Isle erneut aufgenommen. Cowboy Copas benannte das Stück 1960 in Alabam um und hatte damit einen großen Hit.
Hutchison stieg mit seinen Platten zu einem von Okehs erfolgreichsten Old-Time-Musikern auf. Viele seiner Stücke beinhalteten viele Elemente des Blues, nicht zuletzt auch durch Hutchisons Slide-Stil auf der Gitarre. Er legte das Instrument wie eine Hawaiigitarre auf seine Beine und spielte die Töne mit einem Metallstab, wie seine damalige Freundin Jennie Wilson sich erinnerte. Hutchison gilt damit als erster weißer Musiker, der in diesem Stil Plattenaufnahmen machte.
Bis 1929 nahm Hutchison weitere Platten für OKeh auf, darunter der Logan County Blues, ein Gitarrenstück, das nach Hutchisons Heimat benannt ist, Lonesome Valley und Neueinspielungen von Worried Blues und The Train That Carried the Girl from Town sowie einige Stücke mit dem Fiddler Sherman Lawson. Seine letzte Session spielte Hutchison im Juli 1929 ein. Seine letzte Aufnahme war der K.C. Blues, eine Instrumentalversion des Traditionals John Henry.
Die Weltwirtschaftskrise zerstörte Hutchisons Plattenkarriere. Nach seinen letzten Aufnahmen der OKeh Medicine Show zusammen mit einigen anderen Old-Time-Musikern, die für OKeh unter Vertrag standen, machte er nie wieder weitere Aufnahmen. 1934 zog Hutchison zusammen mit seiner Familie erst nach Chesapeake, Ohio, dann aber wieder zurück nach Lake, West Virginia, wo er einen kleinen Laden besaß und als Postbeamter arbeitete. 1942 brannte sein Laden nieder und Hutchison wurde alkoholkrank. Mit seiner Familie zog er nach dem Brand nach Ohio, wo er 1945 an Leberkrebs starb.

## Diskografie
| Jahr                    | Titel                                                                            | #                                                   | Anmerkungen |
| ----------------------- | -------------------------------------------------------------------------------- | --------------------------------------------------- | ----------- |
| OKeh Records            |                                                                                  |                                                     |             |
| 1926                    | Worried Blues / Train That Carried the Girl from Town 45064                      |                                                     |             |
|                         | The West Virginia Rag / Coney Isle 45083                                         |                                                     |             |
|                         | Long Way to Tipperary / C&O Excursion 45089                                      |                                                     |             |
|                         | The Wild Horse / Old Rachel 45093                                                |                                                     |             |
|                         | Stackalee / Stackalee 45106                                                      | B-Seite ist eine spätere Aufnahme mit Mundharmonika |             |
| 1927                    | Worried Blues / The Train That Carried the Girl from Town 45114                  |                                                     |             |
|                         | Logan County Blues / The Last Scene of the Titanic 45121                         |                                                     |             |
|                         | All Night Long / Lightning Express 45144                                         |                                                     |             |
|                         | Back in My Home Town / The Miner’s Blues 45258                                   |                                                     |             |
|                         | Wild Hogs in the Red Bush / Hutchison’s Rag 45274                                |                                                     |             |
|                         | The Burglar Man / Alabama Gal, Ain’t You Comin’ Out Tonight? 45313               |                                                     |             |
|                         | Johnny and Jane – Part 1 / Johnny and Jane – Part 2 45361                        |                                                     |             |
|                         | The Chevrolet Six / Cannon Ball Blues 56378                                      |                                                     |             |
|                         | The Boston Burglar / Railroad Bill 45425                                         |                                                     |             |
| 1929                    | Hell Bound Train / K.C. Blues 45452                                              |                                                     |             |
|                         | Cumberland Gap / The Deal 45570                                                  |                                                     |             |
| Unveröffentlichte Titel |                                                                                  |                                                     |             |
| 1927                    | - The Gospel Ship - Old Rachel - Lonesome Valley - Over the Waves                | OKeh                                                |             |
| 1928                    | - Cluck Old Hen - Old Corn Liquor - Sally Gooden - Boston Burglar (alt. Version) | OKeh                                                |             |
| 1929                    | - Down in Lone Green Valley                                                      | OKeh                                                |             |